# Thecla bagrada
Thecla bagrada är en fjärilsart som beskrevs av William Chapman Hewitson 1868. Thecla bagrada ingår i släktet Thecla och familjen juvelvingar. Inga underarter finns listade i Catalogue of Life.